# Districte de Chambéry
El Districte de Chambéry és un dels tres districtes del departament francès de la Savoia, a la regió d'Alvèrnia-Roine-Alps. Té 22 cantons i 161 municipis. El cap cantonal és la prefectura de Chambéry.

## Cantons
cantó d'Aix-les-Bains-Centre - cantó d'Aix-les-Bains-Nord-Grésy - cantó d'Aix-les-Bains-Sud - cantó d'Albens - cantó de Chambéry-Est - cantó de Chambéry-Nord - cantó de Chambéry-Sud - cantó de Chambéry-Sud-Oest - cantó de Chamoux-sur-Gelon - cantó de Le Châtelard - cantó de Cognin - cantó de Montmélian - cantó de La Motte-Servolex - cantó de La Ravoire - cantó de La Rochette - cantó de Saint-Alban-Leysse - cantó de Saint-Pierre-d'Albigny - cantó de Les Échelles - cantó de Le Pont-de-Beauvoisin - cantó de Ruffieux - cantó de Saint-Genix-sur-Guiers - cantó de Yenne